# Garage Apple
Le garage Apple est un garage de maison californienne de 1951, du 2066 Crist Drive à Los Altos, dans la baie de San Francisco, près de Palo Alto dans le Silicon Valley en Californie aux États-Unis. C'est dans ce garage de la demeure de la famille Jobs que débute l'histoire d'Apple, avec les deux amis d'école adolescents Steve Jobs et Steve Wozniak, cofondateurs de la société Apple en 1976,,,,.

## Historique
Cette demeure familiale est une maison de banlieue traditionnelle californienne où les parents adoptifs de Steve Jobs emménagent en 1968. Elle est constituée de trois chambres, deux salles de bains, une cuisine, et du garage resté inchangé depuis l'origine de la marque, à l'exception de sa porte, qui a dû être remplacée. Elle appartient à ce jour à Patricia Jobs, sœur adoptive de Steve Jobs. 

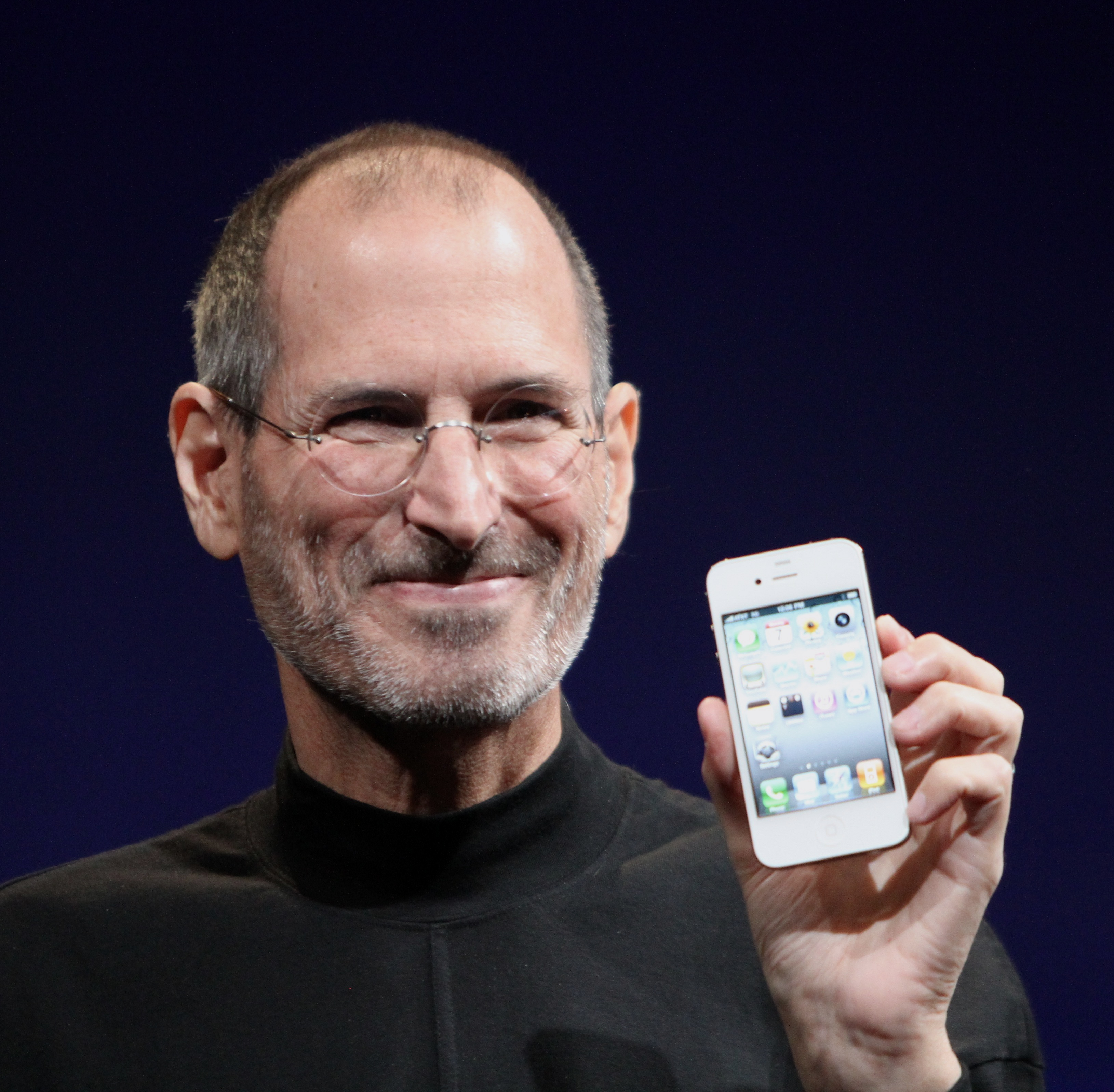
Steve Jobs en 2010
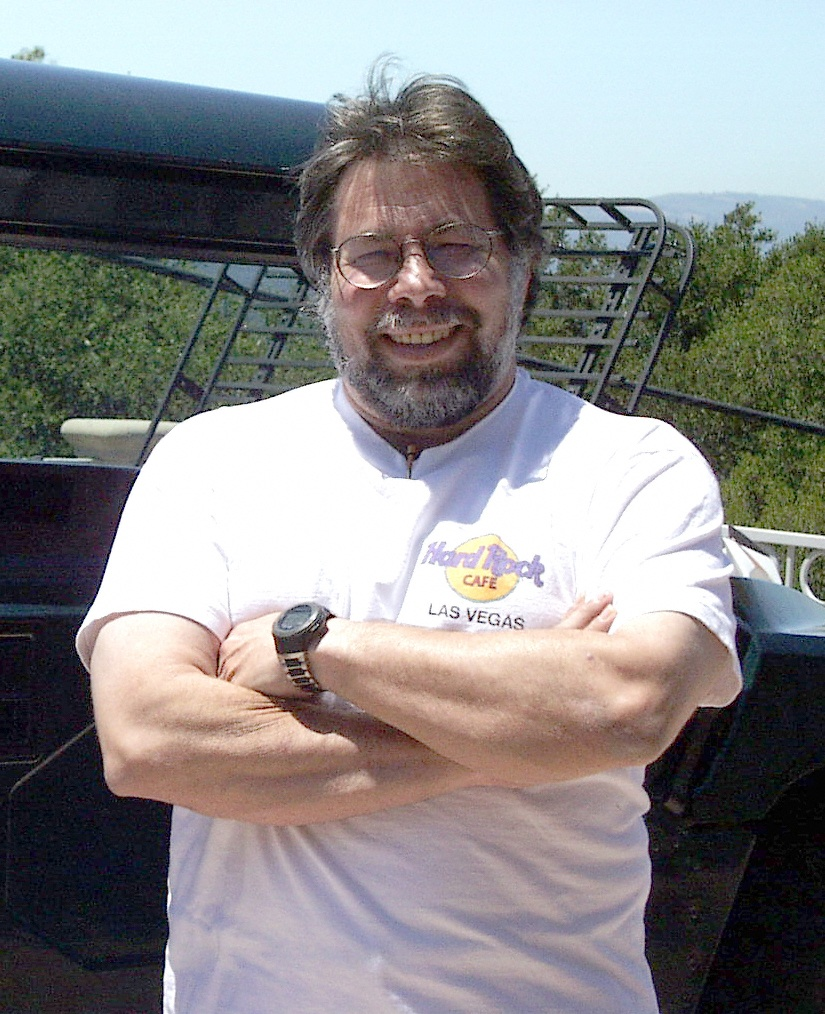
Steve Wozniak en 2005
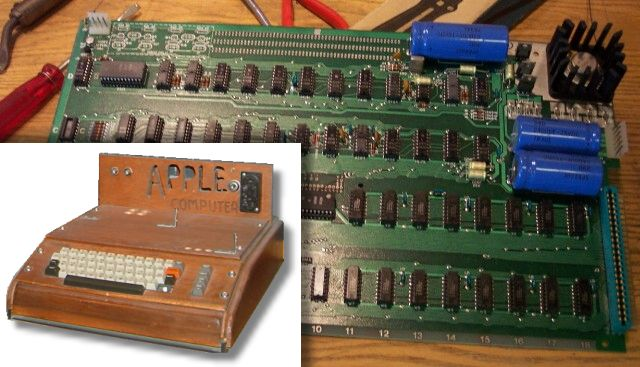
Premier Apple I de Steve Jobs et Steve Wozniak en 1976.
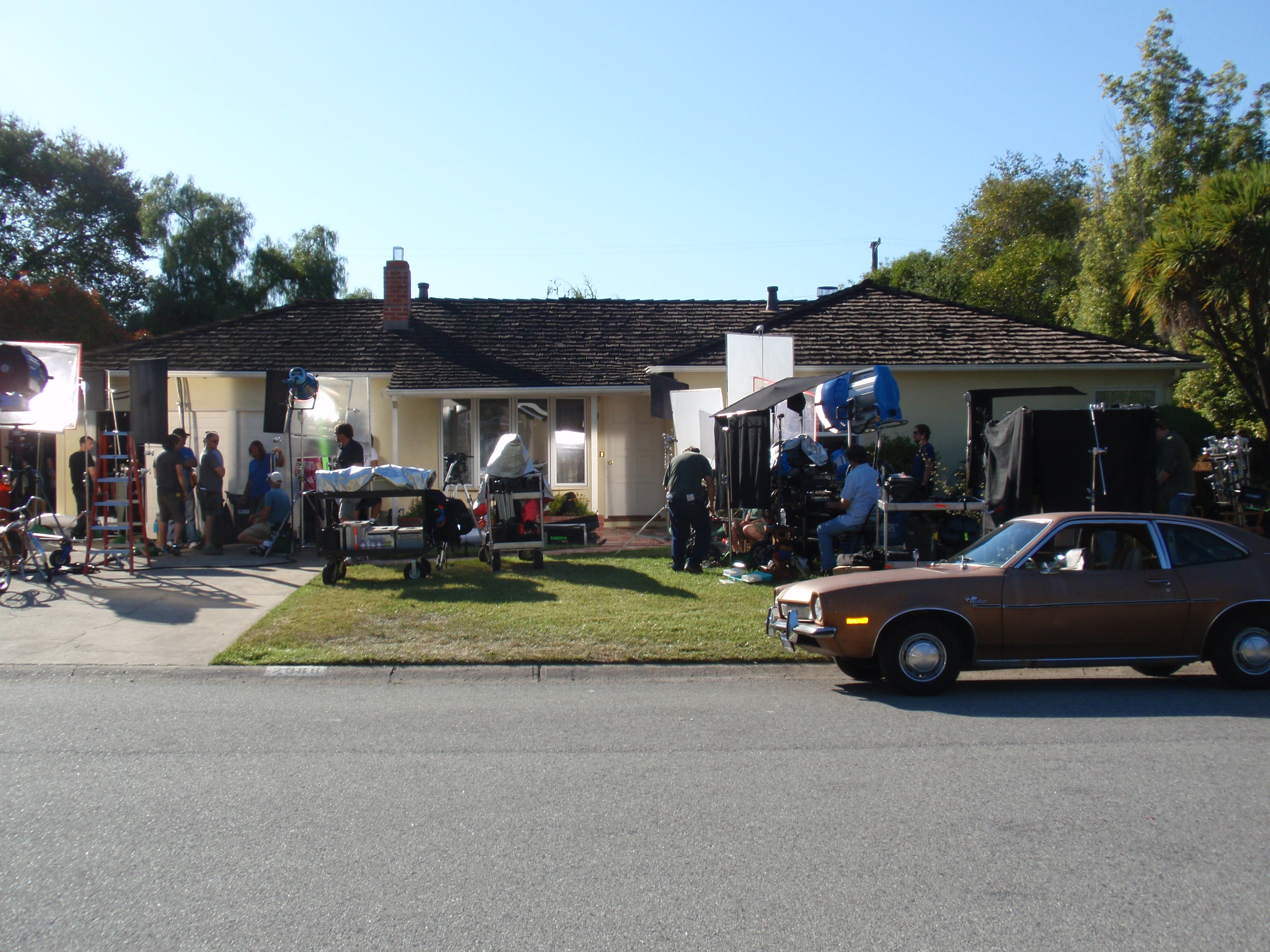
Tournage du film Jobs en 2013

Le garage Apple, à 20 km au sud-ouest du garage Hewlett-Packard, fait partie d'un mythe entretenant l'idée que l'histoire d'Apple y aurait débuté avec la conception et la fabrication par les deux amis adolescents de la centaine de premiers Apple I en 1976, la fondation de la marque Apple, et les premiers rendez-vous d'affaire avec les premiers investisseurs financiers de la marque. 
Cette information a cependant été démentie par Steve Wozniak qui déclare qu'il n'y a pas eu de bricolage, de conception ni de rendez-vous d'affaires dans ce garage,et que « le garage ne servait pas à grand-chose, si ce n'est à nous sentir chez nous ».
En 2013, les scènes de garage du film Jobs de Joshua Michael Stern y sont tournées. Le 26 août 2013, la maison a été classée comme « ressource historique » par la ville de Los Altos.

## Cinéma
- 2013 : Jobs (film) de Joshua Michael Stern, avec Ashton Kutcher dans le rôle de Steve Jobs.